# Diospyros mespiliformis
Diospyros mespiliformis är en tvåhjärtbladig växtart som beskrevs av Ferdinand von Hochstetter och A. Dc. Diospyros mespiliformis ingår i släktet Diospyros och familjen Ebenaceae. Inga underarter finns listade i Catalogue of Life.

## Bildgalleri

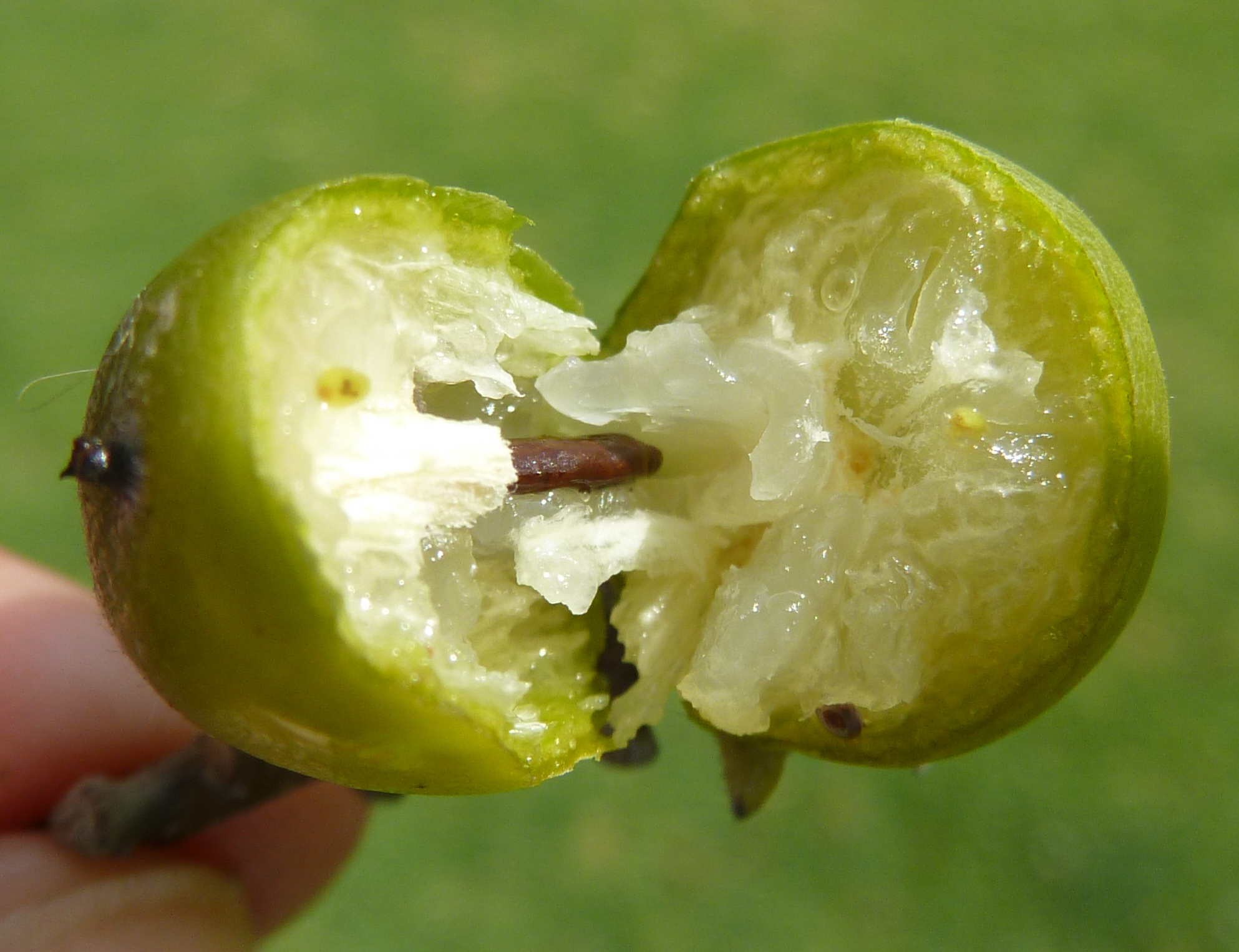
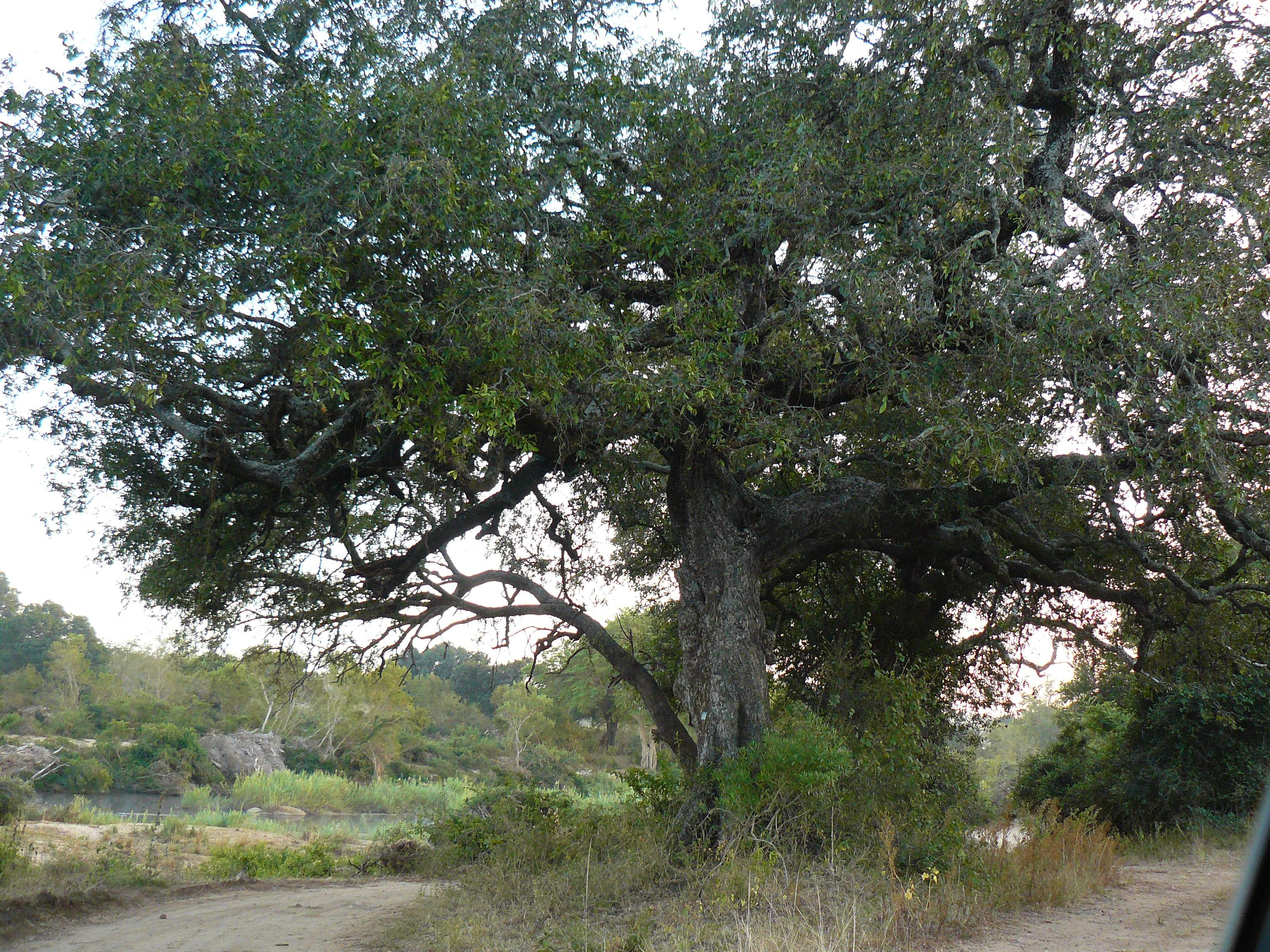
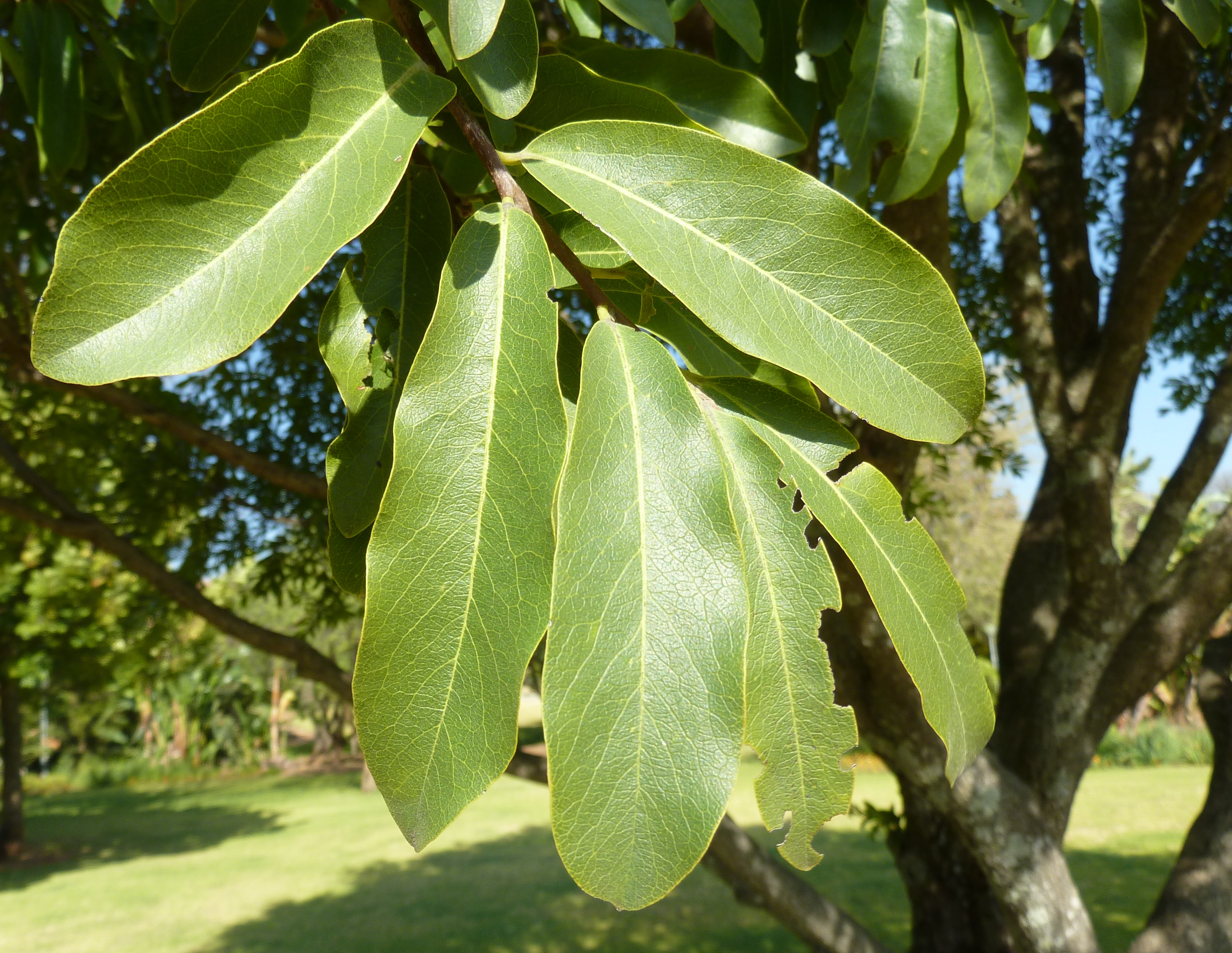
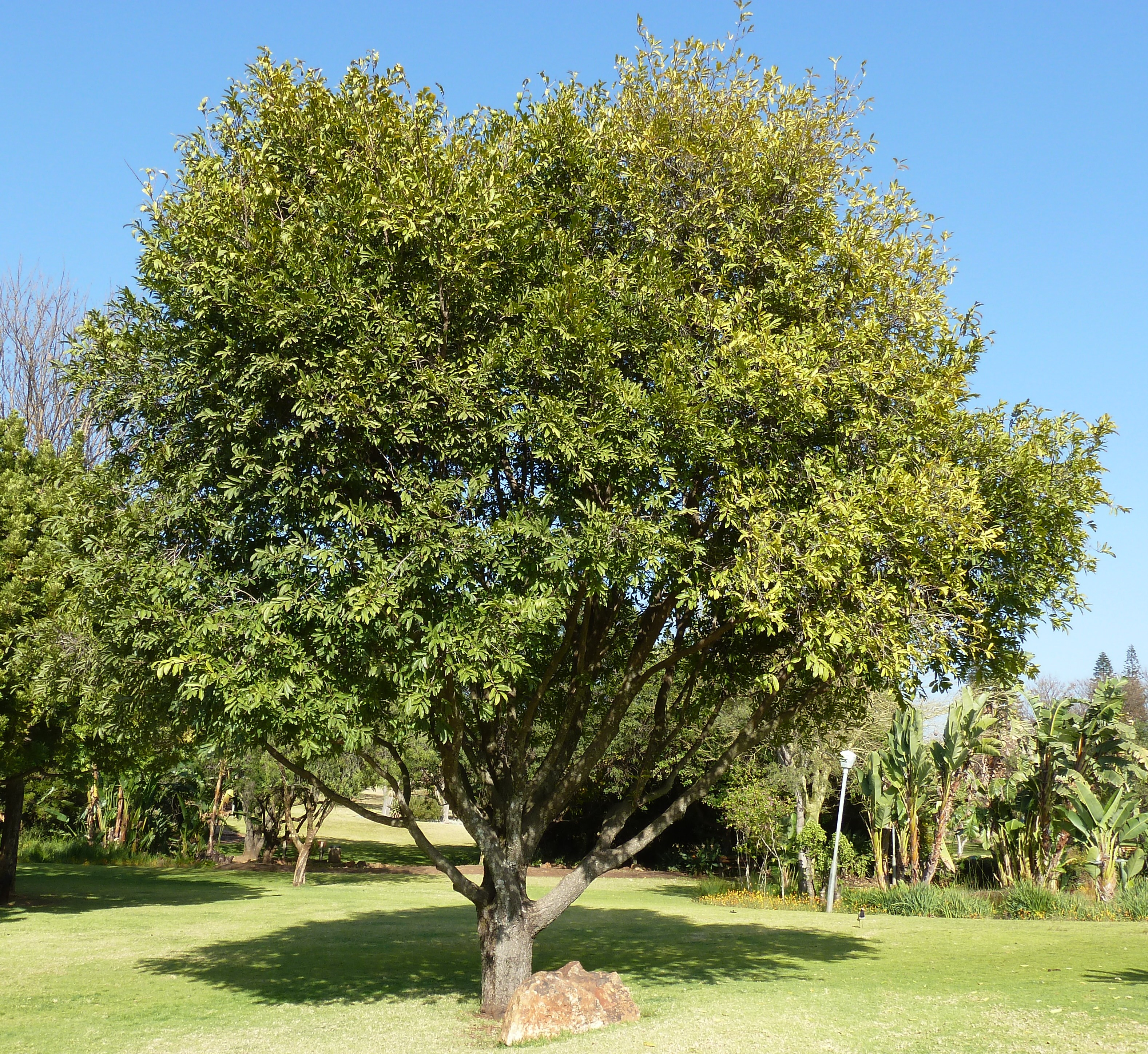
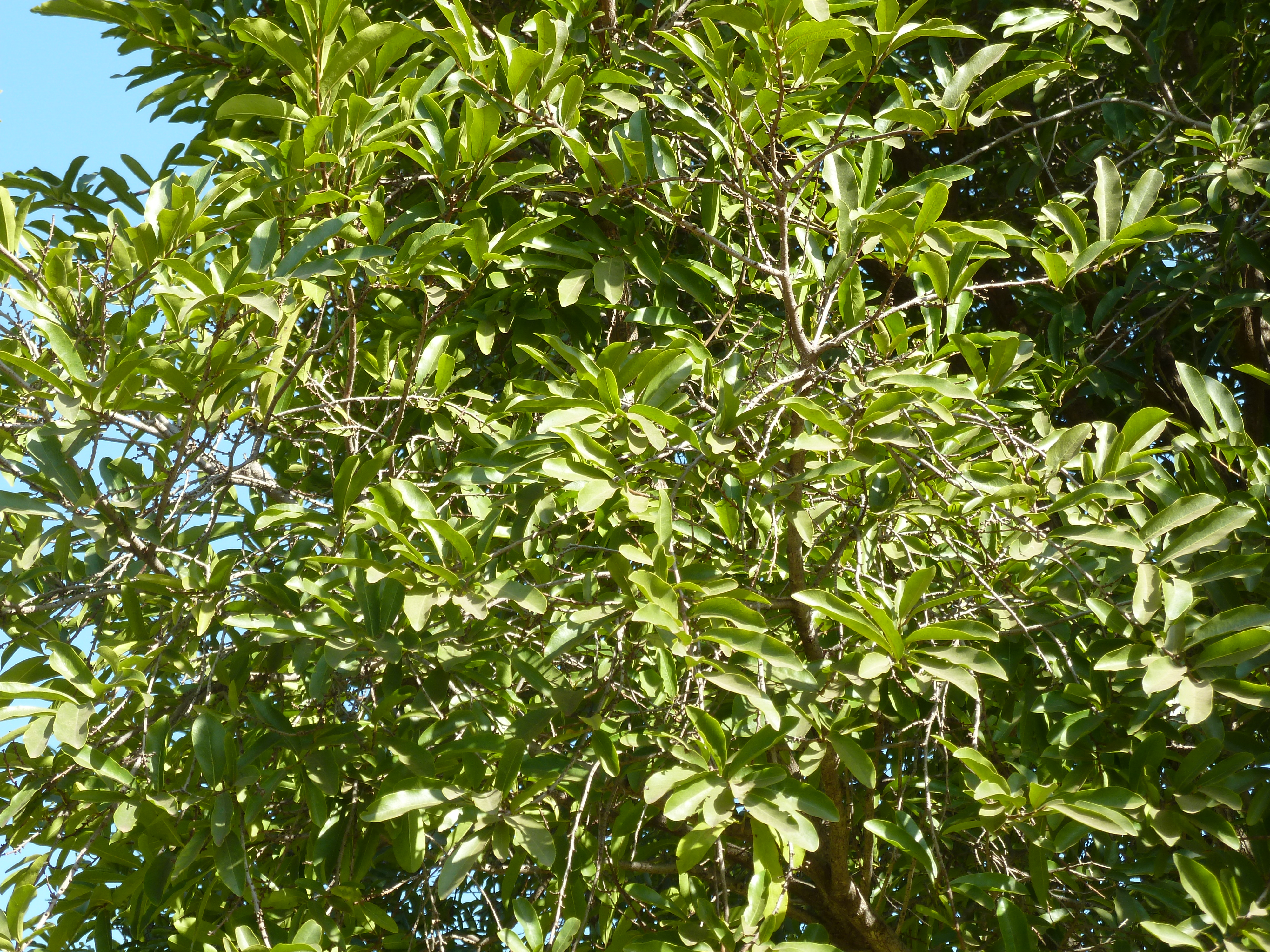
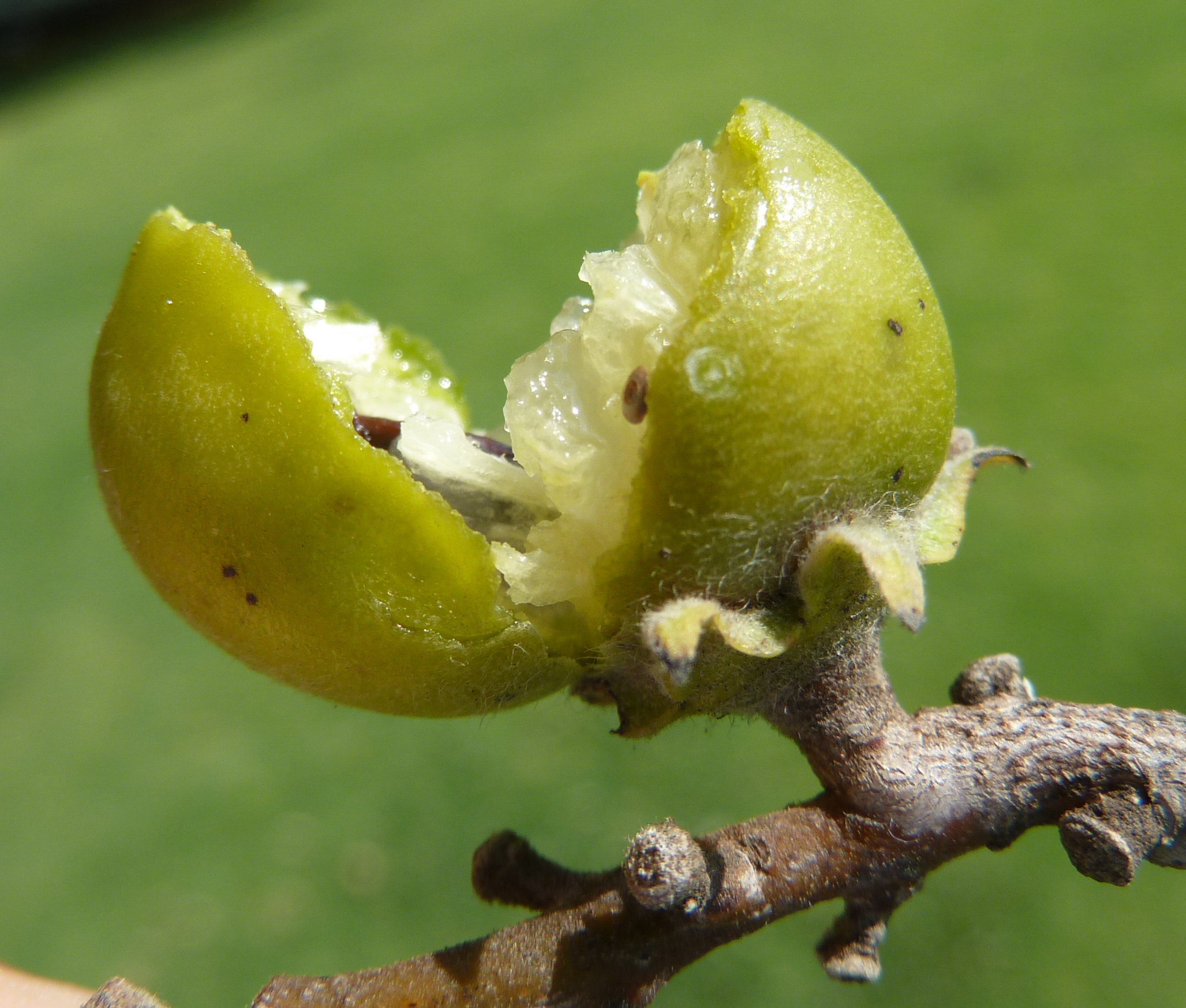